# Suite Brook Green
La Suite Brook Green est un morceau écrit par Gustav Holst en 1933, pour l'orchestre de cordes de la St Paul's Girls' School. 
Elle est constituée de 3 mouvements et porte le no 2 de son Opus 29.
Holst écrit cette œuvre alors qu'il est hospitalisé, un an avant sa mort. Le titre évoque le quartier de Brook Green à Londres, où est située la St Paul's Girls' School.
Ses trois mouvements sont : 
1. Prelude
2. Air
3. Dance